# My Week with Marilyn
My Week with Marilyn är en brittisk biografisk film från 2011 i regi av Simon Curtis och manus av Adrian Hodges. I huvudrollerna ses Michelle Williams, Kenneth Branagh, Eddie Redmayne, Dominic Cooper, Julia Ormond, Emma Watson och Judi Dench. Filmen är baserad på två böcker av Colin Clark, och handlar om en vecka under skapandet av filmen Prinsen och balettflickan från 1957, där Laurence Olivier och Marilyn Monroe spelade huvudrollerna.

## Om filmen

### Produktion
My Week with Marilyn är baserad på The Prince, The Showgirl and Me och My Week with Marilyn. Efter att Adrian Hodges hade läst böckerna under 2004 kontaktade han producenten David Parfitt för att producera en filmatisering. Filmen var Simon Curtis regidebut.
I augusti 2009 fick man veta att Scarlett Johansson, Kate Hudson, Amy Adams och Michelle Williams var påtänkta för huvudrollen som Marilyn Monroe. Den 4 december 2009 blev det klart att Michelle Williams hade fått rollen. Under september 2010 meddelas det att Eddie Redmayne ska spela som Colin Clark, medan Emma Watson spelar Lucy. Kenneth Branagh ska spela som Laurence Olivier.
My Week with Marilyn har visats i SVT, bland annat 2014, 2015 och i maj 2020.

### Mottagande
My Week with Marilyn fick positiva recensioner från flera filmkritiker.
Rotten Tomatoes rapporterade att 84 procent, baserat på 161 recensioner, hade gett filmen en positiv recension och satt ett genomsnittsbetyg på 7.1 av 10. På Metacritic nådde filmen genomsnittsbetyget 65 av 100, baserat på 38 recensioner.
Michelle Williams vann en Golden Globe i kategorin Bästa kvinnliga huvudroll, komedi/musikal.

## Rollista i urval
- Michelle Williams – Marilyn Monroe
- Kenneth Branagh – Sir Laurence Olivier
- Eddie Redmayne – Colin Clark
- Emma Watson – Lucy
- Judi Dench – Dame Sybil Thorndike
- Dougray Scott – Arthur Miller
- Dominic Cooper – Milton H. Greene
- Philip Jackson – Roger Smith
- Derek Jacobi – Sir Owen Morshead
- Toby Jones - Arthur P. Jacobs
- Michael Kitchen - Hugh Perceval
- Julia Ormond – Vivien Leigh
- Simon Russell Beale - Cotes-Preedy
- Zoë Wanamaker – Paula Strasberg
- Richard Clifford – Richard Wattis